# تراكيب داعمة للمهبل

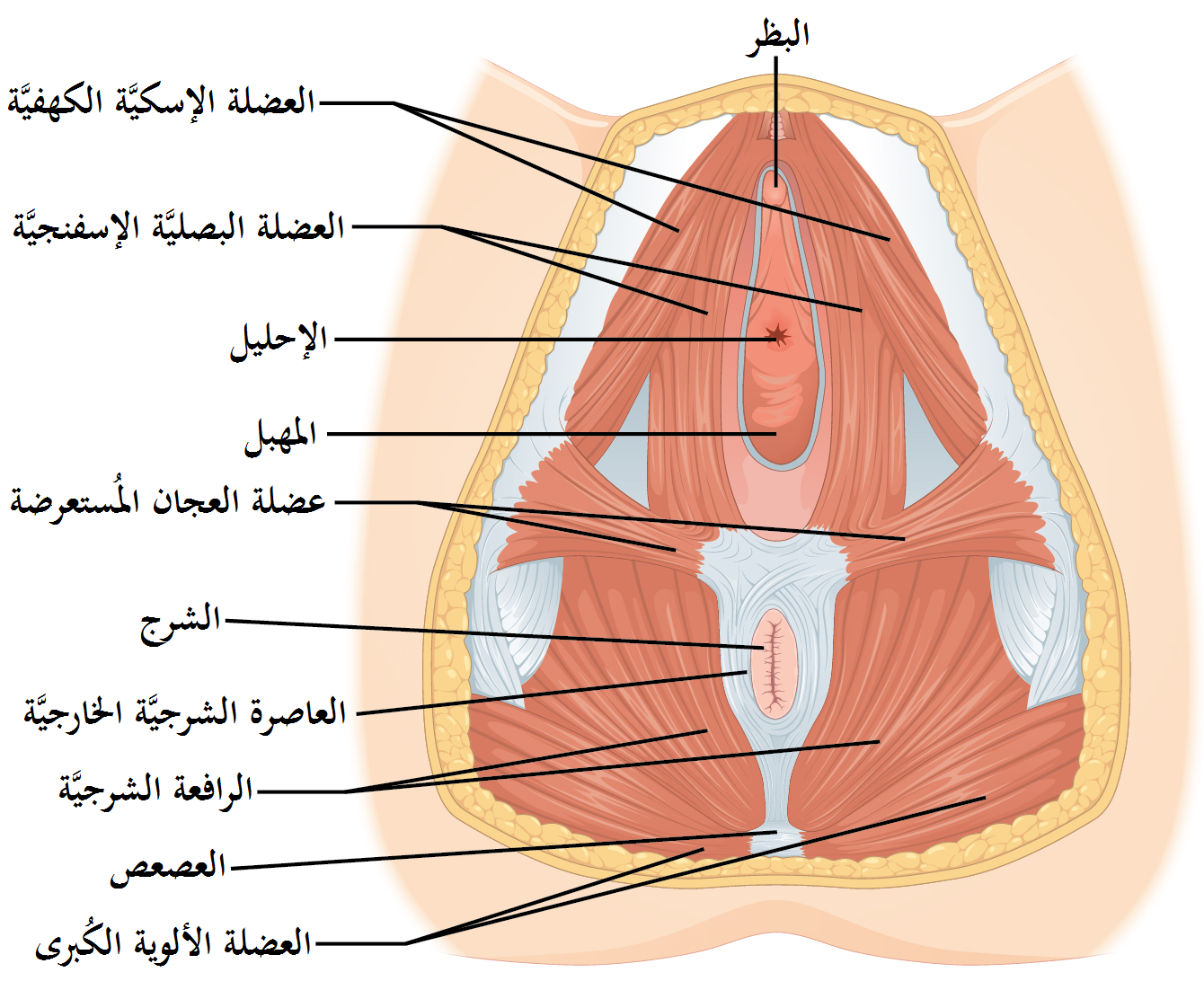

التراكيب داعمة للمهبل هي تلك العضلات والعظام والأربطة والأوتار والأغشية واللفافة في قاع الحوض التي تحافظ على وضع المهبل داخل تجويف الحوض وتسمح بالعمل الطبيعي للمهبل والبنى التناسلية الأخرى في الأنثى. تؤدي عيوب أو إصابات التراكيب الداعمة هذه في قاع الحوض إلى هبوط الرحم. يمكن أن تؤدي الاختلافات التشريحية والخلقية في التراكيب الداعمة للمهبل إلى تعريض المرأة لمزيد من الخلل والانهيار لاحقًا في الحياة. الإحليل جزء من الجدار الأمامي للمهبل وتلف في التراكيب الداعمة للمهبل هناك يمكن أن يؤدي إلى سلس البول واحتباس البول.

## عظام الحوض
يتم دعم المهبل عن طريق العضلات والأغشية والأوتار والأربطة. ترتبط هذه التراكيب بعظام الورك.هذه العظام هي عظام العانة وعظم الحَرْقَفة وعظم الإسك. يتم استخدام السطح الداخلي لهذه عظام الحوض وإسقاطاتها وملامحها كمواقع ملحقة للَّفافة والعضلات والأوتار والأربطة التي تدعم المهبل. ثم يتم دمج هذه العظام وتلتصق بالعجز الموجود خلف المهبل وأمامًا عند الارتفاق العاني. وتشمل الأربطة دعم الرباط العجزي الشوكي والرباط عجزي حدبي. يعد الرباط العجزي الشوكي غير اعتيادي لأنه رفيع ومثلث.

## غشاء الحوض
يتكون غشاء الحوض العضلي من عضلات الرافعة الشرجية وعضلات العصعص التي ترتبط بسطح الحوض الداخلي. تشكل المكورات الحرقفية والمكورات العقدية العضلة الرافعة للشرج. تمر العضلات خلف المستقيم. يحيط الرافعة الشرجية بالفتحة التي يمر بها مجرى البول والمستقيم والمهبل. تنقسم عضلة العانة إلى العضلة العظمية المهبلية والعضلة العانة المهبلية. تصف الأسماء تعلق العضلات بالإحليل والمهبل والشرج والمستقيم. تُدعى الأسماء أيضًا عضلات العانة، العضلة المهبلية، والعضلة العانية وأحيانًا العانة العظمية لأنها ترتبط بالأحشاء.

## الحجاب الحاجز البولي التناسلي (غشاء العجان)
يوجد الحجاب الحاجز البولي التناسلي، أو غشاء العجان، فوق منفذ الحوض الأمامي أسفل الحجاب الحاجز. وصف الهيكل الدقيق مثير للجدل. على الرغم من الجدل، تدعم دراسات التصوير بالرنين المغناطيسي وجود البنية. العضلات السطحية والسفلية للعجان (الحجاب الحاجز البولي التناسلي):
- عضلة إسكية كهفية.
- العضلة البصلية الإسفنجية.
- عجان مستعرض سطحي.

يعلق العجان عبر الفجوة بين الرامي العاني السفلي الثنائي وجسم العجان. هذا التجمع من العضلات يضيق لإغلاق فتحات الجهاز البولي التناسلي. يدعم العجان ويعمل كمصرة عند فتحة المهبل. توجد بنى أخرى أسفل العجان تدعم فتحة الشرج.

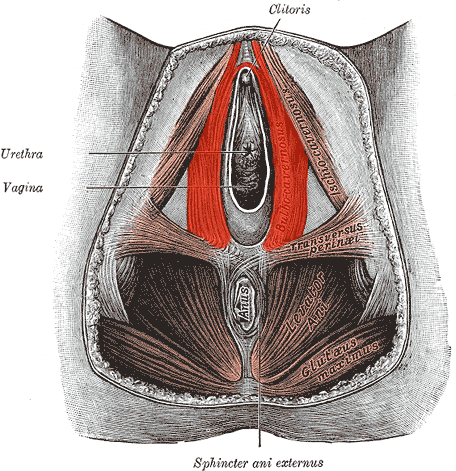
يتم تمييز عضلة البَصَلَةِ العَجَسِيَّة باللون الأحمر.

## جسم العجان
جسم العجان هو هيكل هرمي للعضلات والأنسجة الضامة ويقع جزء منه بين فتحة الشرج والمهبل. وهو وتر يتكون عند نقطة تتلاقى العضلة البصلية الإسفنجية والعجان المستعرض السطحي. والعضلة العاصرة الشرجية الخارجية لتكوين هذا الهيكل الداعم الرئيسي للحوض والمهبل. تحت هذا، تتلاقى العضلات ولفائها وتصبح جزءًا من جسم العجان. يتم إرفاق المهبل السفلي بجسم العجان عن طريق المرفقات من العانة، وعضلات العجان المستعرضة، والعضلة العاصرة الشرجية الداخلية. يتكون الجسم العجان من العضلات الملساء وألياف الأنسجة الضامة المرنة والنهايات العصبية. فوق الجسم العجاني يوجد المهبل والرحم. يتسبب الضرر والضعف الناتج في الجسم العجان في تغيير طول المهبل ويهدده إلى القيلة المستقيمية والقيلة المعوية.

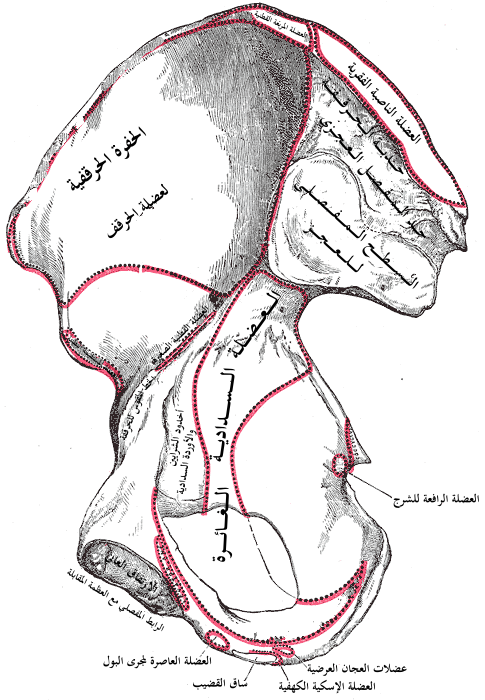
يظهر السطح الداخلي لعظم الحرفقة حيث تدخل وتدعم العضلات التي تضمن المهبل.

## لفافة حوض وأنسجة ضامة
يعلق المهبل بجدران الحوض عن طريق اللفافة الحوضية. الصفاق هو الطبقة الخارجية من الجلد التي تغطي اللفافة. يوفر هذا النسيج دعمًا إضافيًا لقاع الحوض. اللفافة الحوضية هي ورقة واحدة مستمرة من الأنسجة وتختلف في سمكها. يسمح ببعض التحول في هياكل الحوض. تحتوي اللفافة على ألياف الكولاجين المرنة في هيكل يشبه الشبكة. تحتوي اللفافة أيضًا على الأرومات الليفية والعضلات الملساء والأوعية الدموية. يدعم رباط ماكنرود قمة المهبل ويستمد بعض قوته من الأنسجة الوعائية. ترتبط اللفافة الحوضية بجدار الحوض الجانبي عبر قوس الأوتار.

## دعم المهبل الأمامي
لا يتفق الجميع على كمية الأنسجة الداعمة أو اللفافة الموجودة في جدار المهبل الأمامي. نقطة الخلاف الرئيسية هي ما إذا كانت الطبقة اللفافة المهبلية موجودة. بعض النصوص لا تصف طبقة اللفافة. تشير مصادر أخرى إلى أن اللفافة موجودة تحت مجرى البول المغمور في جدار المهبل الأمامي. على الرغم من الخلاف، فإن مجرى البول مضمن في جدار المهبل الأمامي.

## هياكل الدعم الجانبي والمتوسط
يتم دعم الجزء الأوسط من المهبل من خلال ملحقاته الجانبية لقوس الأوتار. يصف البعض لفافة عنق الرحم بأنها تمتد من الارتفاق العاني إلى جدار المهبل وعنق الرحم. علماء التشريح لا يتفقون على وجودها.

## مضاعفات
يمكن أن تتلف هياكل الدعم المهبلي أو تضعف أثناء الولادة أو جراحة الحوض. الحالات الأخرى التي تجهد بشكل متكرر أو تزيد الضغط في منطقة الحوض يمكن أن تعرض الدعم أيضًا. الأمثلة هي:
- الإمساك.
- السعال المزمن.
- رفع أحمال ثقيلة.
- زيادة الوزن أو السمنة.[2]